# خديجة شامي
خديجة شامي سياسية مغربية ، انتخبت كبرلمانية عن اللائحة الوطنية - الجزء الأول المخصص للنساء عن حزب العدالة والتنمية سنة 2016.
تنتمي خديجة شامي إلى اللجنة البرلمانية الدائمة للمالية والتنمية الاقتصادية وفريق العدالة والتنمية.